# Шидянская, Елена Ивановна
Елена Ивановна Шидянская (в первом браке — Сарондова) (1755 — 4 (16) сентября 1849, Симферополь, Российская империя) — военачальник Российской империи, «капитан амазонской роты». Первая в Российской империи женщина-офицер.

## История
Рота русской армии, была создана в Крыму в апреле 1787 года по приказу Григория Потёмкина для встречи императрицы Екатерины II, которая путешествовала по югу России. Название «Амазонская» рота получила потому, что целиком состояла из женщин, как и отряды мифологических женщин-воительниц.
Перед путешествием императрицы Екатерины II в Новороссийский край князь Потемкин говорил ей о храбрости греков и особенно гречанок, поселившихся в 1775 г. в Балаклаве и в доказательство правоты слов своих приказал премьер-майору Чапони, командиру Албанского полка, сформировать «амазонскую роту» из жён и дочерей этих греков. Чапони довёл содержание полученного из столицы специального предписания до сведения капитана Сарандова (согласно словарю Брокгауза и Ефрона — Сарбандову), который в свою очередь предложил своей супруге Елене Ивановне Сарандовой возглавить роту, став её ротным капитаном. Амазонская рота была целиком составлена из ста благородных жён и дочерей балаклавских греков.

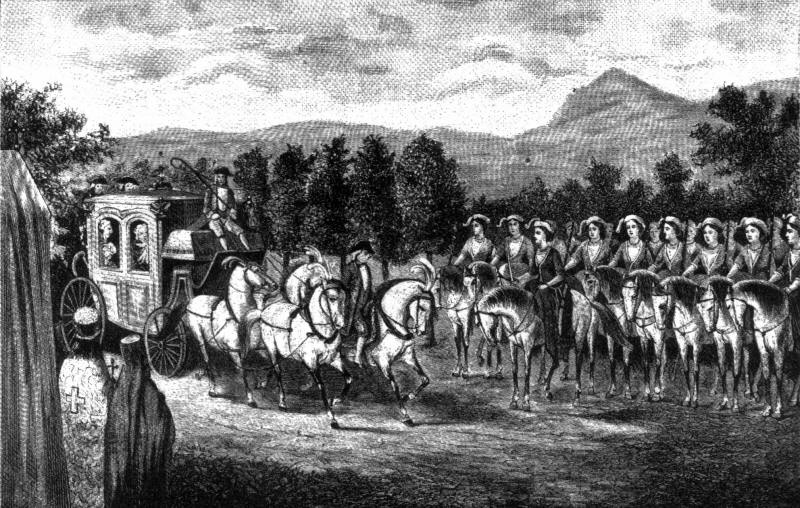
Амазонская рота встречает императрицу Екатерину II в Крыму. Капитан Сарондова верхом на коне на первом плане

Когда в 1787 году, Императрица подъезжала к Балаклаве, её встретила эта рота. Государыня, сама щеголявшая в молодости в мундире Преображенского полка, оценила по достоинству конвой амазонок, их выправку. До нашего времени дошла «Записка об амазонской роте» Г. Дуси (Москвитянин, 1844 год, № 1, стр. 266—268.), в которой так описывался визит Екатерины II:

«Встретить Государыню назначено было возле Греческаго селения Кадыковки, недалеко от Балаклавы. Тут устроена была аллея из лавровых деревьев, усеянная лимонами и апельсинами; в средине дорога была также усыпана лаврами; в конце аллеи, простиравшейся на четыре версты, выстроена палатка, в которой на столе приготовлено было Евангелие, крест, хлеб и соль.
Римский Император Иосиф II, путешествовавший с Императрицею, приехал вперед верхом — осмотреть Балаклавскую бухту, и увидя в конце аллеи Амазонскую роту, подъехал к начальнику оной, Елене Сардановой, и от восхищения поцеловал её в губы. Увидевши это, рота взбунтовалась; но предводитель оной остановил бунт, сказав, что Император не отнял у нея губ, и не оставил ей своих.
Осмотревши бухту, Римский Император возвратился к Государыне, и в Ея карете сопровождал Её вместе с Потемкиным до Кадыкова. Подъехавши к устроенной аллее, Государыня остановилась; тут встретил Её Балаклавскаго полка протоиерей Ананий с Крестом, хлебом и солью. Потемкин, вышедши из кареты, просил позволения у Государыни стрелять Амазонской роте, встретившей Её. Она запретила, и подозвав, чрез переводчика Таврено, начальника их, Сарданову, подала ей руку, поцеловала в лоб, и потрепав по плечу, сказала: „Поздравляю вас, Амазонский Капитан, — ваша рота исправна, — Я ею очень довольна“. Потемкин торжественно радовался.
Не выходя из кареты, Государыня поехала в Акерман. В день Царя Константина и матери Елены Государыня была в Бакчисарае, где слушала Литургию в своей походной Церкви, и прожила во дворце два дни. Амазонский Капитан, Сарданова, имела счастие видеть Государыню и в Бакчисарае. Государыня узнала её, подала опять руку и потрепала поплечу. Из Акмечета (ныне Симферополь) прислала ей монаршее благоволение и бриллиантовый перстень в 1800 рублей…».

Сама же Сарандова описывала это событие так:
Амазонская рота была составлена по ордеру Светлейшего князя Потемкина-Таврического, последовавшего на имя командира Балаклавского полка, премьер-майора Чапони и состояла из благородных жен и дочерей Балаклавских греков, в числе 100 особ, в марте-апреле месяцах 1787 года <…> Встретить Императрицу должно было близ Балаклавы у деревни Кадыковка, и рота под моим начальством была построена в конце аллеи, уставленной апельсиновыми, лимонными и лавровыми деревьями. Прежде приехал Римский Император Иосиф верхом осмотреть Балаклавскую бухту и руины древней крепости. Увидав Амазонок, он подъехал ко мне и поцеловал меня в губы, что произвело сильное волнение в роте. Но я успокоила моих подчиненных словами: «Смирно! Чего испугались? Вы ведь видели, что Император не отнял у меня губ и не оставил своих». Слово «Император» подействовало на Амазонок, которые не знали, кто был подъехавший. Осмотрев бухту и окрестности, венценосный путешественник возвратился к Императрице и уже приехал во второй раз к Кадыковке с Её Величеством и князем Потемкиным в Её карете. У Кадыковки Императрица была встречена протоиереем Балаклавского полка о. Ананием. Не выходя из кареты, Государыня подозвала меня к себе, подала руку, поцеловала в губы и, потрепав по плечу, изволила сказать: «Поздравляю Вас, Амазонский капитан! Ваша рота исправна: я ею очень довольна».
В том же году, вскоре после отбытия российской императрицы из Крыма, Амазонская рота была расформирована, а за удовольствие, доставленное Екатерине, на всю роту из ста «амазонок» была пожалована огромная по тем временам сумма в десять тысяч рублей.
Что же касается её роты, то в связи с тем, что её формирование носило скорее экзотический, чем военный характер, она, просуществовав всего два месяца, после визита императрицы была расформирована. То есть ни в каких боевых действиях не участвовала, а её миссия была исключительно парадной – встретить и удивить императрицу, путешествовавшую по Крыму.

## После расформирования
В сентябре 1848 года князь М. С. Воронцов (бывший наместник Кавказа) написал министру императорского двора князю Волконскому, что им получено письмо от живущей в Симферополе вдовы титулярного советника Елены Шидянской (по первому браку — Сарандова), в котором говорилось:
«что, командуя еще в царствование императрицы Екатерины ІІ-й ротою амазонок и имев счастие представить роту ея величеству, была осыпана ея милостями, что, достигнув теперь 90 лет, лишась зрения, она хотя с того времени и не безпокоила царствовавших августейших монархов просьбами об оказании ей пособия, но, находясь в крайней бедности, просит об исходатайствовании ей от щедрот его императорскаго величества единовременнаго пособия». Уже 29 сентября, по высочайшему повелению было переведено 300 рублей серебром из кабинета его величества для Е. И. Шидянской
Благодаря этому пособию она, жившая в крайней нужде, смогла порадоваться хотя бы в последние отведенные ей судьбой десять месяцев жизни, а также быть достойно похороненной в Симферополе, на старом кладбище, там был поставлен памятник из простого песчаника в форме Георгиевского креста, на котором высекли надпись: «1849 года сентября 4-го скончалась капитан амазонской роты Елена Шидянская на 95-м году жизни».